# Las de Villadiego
Las de Villadiego es una revista musical española, con libreto de Emilio González del Castillo y José Muñoz Román, con música del maestro Francisco Alonso. Se estrenó con gran éxito en el Teatro Pavón de Madrid el 12 de mayo de 1933.

## Argumento
Valdeperales es un pequeño pueblo de la meseta castellana en el que, como consecuencia de una tremenda discusión, se produce una separación entre los hombres y las mujeres. Ante tal situación, los aldeanos le piden a un diputado que interceda para que se dote al pueblo con prostitutas que suplan la ausencia de las mujeres locales. Sin embargo, por un error garrafal, lo que llega a Valdeperales es un grupo de alumnas de un colegio de señoritas escocés, en gira por España. Esta situación da lugar a múltiples enredos y malentendidos.

## Números musicales
- TABACO Y CERILLAS. (La Colasa). Chotis.
- CAMINITO DE LA FUENTE. Pasacalle.
- LAS PLAYAS DE PORTUGAL. Fado.
- GRANADEROS DE EDIMBURGO. Marcha.
- VENTE A LA PLAZA MAYOR. Habanera.
- COPLAS DE RONDA.
- ROSALÍA. Blues.
- LAS ESCOCESAS. Foxtrot.

## Representaciones destacadas
- Teatro
  - 12 de mayo de 1933 (Estreno). Intérpretes: Celia Gámez, Olvido Rodríguez, Cora Gámez, Conchita Ballesta, Pepita Arrooyo, Faustino Bretaño, Eduardo Pedrote, José Bárcenas, Luis Gago.
  - 1981. Intérpretes: Addy Ventura, Rafael Cástejón, Enrique Navarro, Jesús Castejón y Fina Torres.

- Televisión:
  - 3 de diciembre de 1985, en el espacio La comedia musical española (TVE). Intérpretes: María José Cantudo, Quique Camoiras, Silvia Casanova, Rafael Castejón, Irene Daina, María Elena Flores, María Garralón, Adriana Ozores, Marisa Porcel, Josep Maria Pou, Fernando Santos, Pedro Valentín, Tomás Zori.
  - 21 de septiembre de 1995 (en el espacio La Revista, TVE). Intérpretes: Arantxa del Sol, Alfonso Lussón, Fedra Lorente, Alfonso del Real, Pepe Ruiz, Silvia Gambino.